# 高宗 (唐)
高宗（こうそう）は、唐の第3代皇帝。太宗の第9子で、諱は治。母は唐の名臣として名高い鮮卑の拓跋を出自に持つ長孫無忌の妹の長孫皇后である。

## 生涯

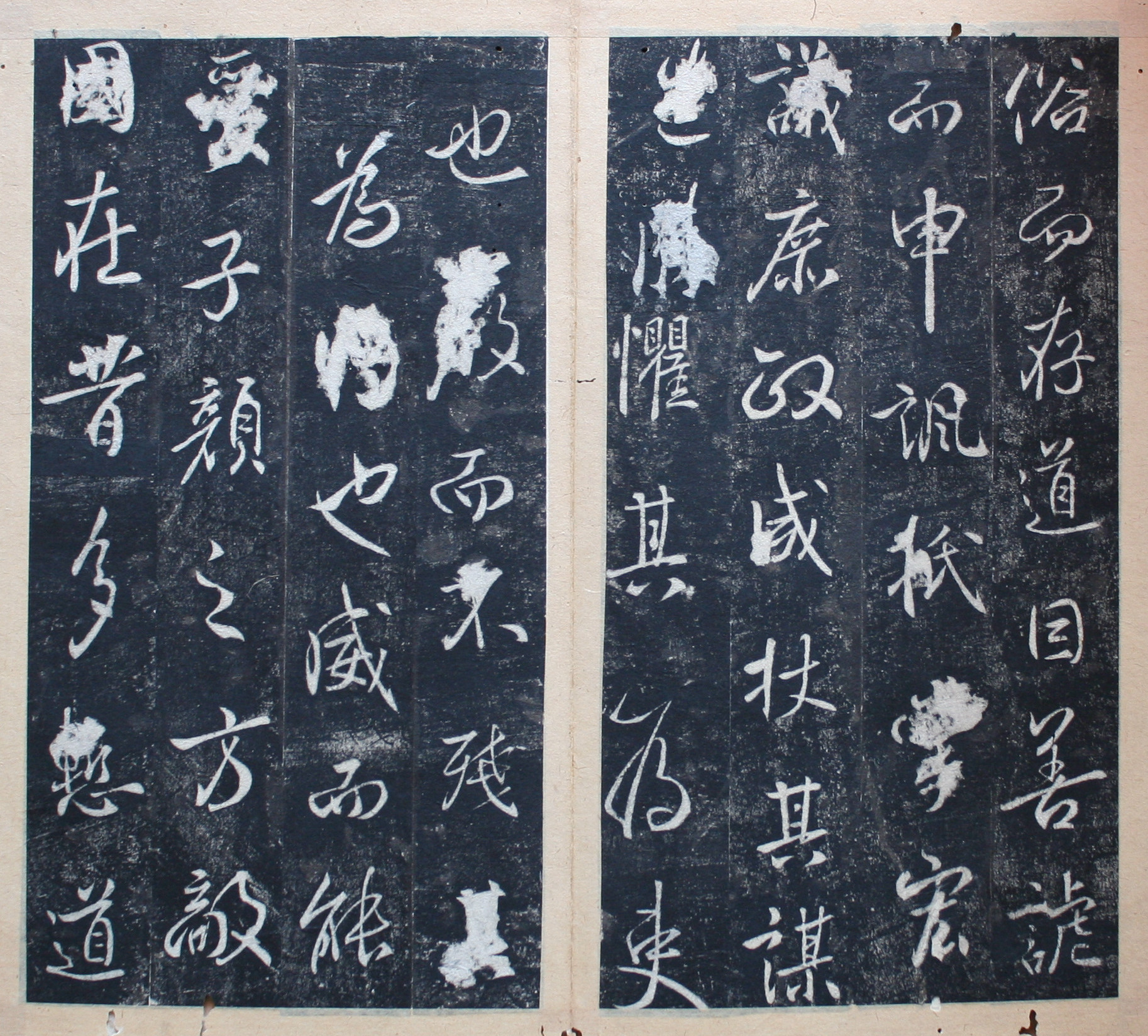
李治書 李勣碑

### 皇太子廃位と呉王の死
貞観17年（643年）、父である太宗の晩年において、皇太子であった李承乾は、太宗の寵愛が厚い魏王李泰を妬み、武力による排除を企図したが失敗に終わった。この事件により、承乾は皇太子を廃され、李泰もまた排斥された。承乾と李泰の生母である長孫皇后の兄、長孫無忌の進言もあり、同じく長孫皇后の子である第9子の李治が新たに皇太子に立てられ、太宗の崩御に伴い皇帝に即位した。太宗に溺愛された異母兄の呉王李恪（隋の煬帝の外孫でもあった）を擁立する動きが見られたため、長孫無忌は呉王に謀反の嫌疑をかけ、自殺に追い込み、その一族を処刑した。

### 万年宮の洪水と薛仁貴の功績
永徽5年（654年）、高宗が万年宮に行幸した際、洪水が発生し、夜間に大水が玄武門を襲った。宿衛の兵たちは皆逃げ散る中、薛仁貴は憤然として「天子の危急の時に、どうして死を恐れようか！」と叫び、門に登って大声で宮中に危険を知らせた。これにより、高宗は危機を回避することができた。洪水は高宗の寝所にまで浸入しており、この功績により、高宗は薛仁貴を忠臣と称賛した。

### 対外戦争と領土拡大、そして朝鮮半島からの撤退
龍朔3年（663年）、白村江の戦いにおいて、倭・百済遺民連合軍に勝利を収めた。乾封元年（666年）、泰山において新羅王や倭王らを従え、封禅の儀式を執り行った。総章元年（668年）、新羅と共同で（唐・新羅の同盟）、隋以来敵対関係にあった高句麗を滅亡させた（唐の高句麗出兵）。これにより、朝鮮半島の大部分を版図に収め、安東都護府を設置し、唐は最大の版図を獲得した。しかし、後に新羅が唐との同盟を破棄し、上元3年（676年）に朝鮮半島全土の統一を達成した（唐・新羅戦争）ため、最終的に唐は朝鮮半島経営を放棄することになった。

### 武則天の台頭と高宗の晩年
この時期になると、外戚である長孫氏一族は、皇后である武氏の一派によって追放され、代わって武則天が政治の実権を掌握するようになっていた。このため、高宗は武則天の廃位を計画したが、失敗に終わった。その後、丹薬による中毒で眼病を患い、健康を損なった高宗のもとで、政治の実権は完全に武則天によって掌握された。このような状況の中、弘道元年（683年）に高宗は崩御した。
病気がちであった高宗は、在位中、政治において主導権を発揮することは少なく、当初は外戚の長孫無忌、その後は皇后の武則天に実権を握られ続けた。

## 宗室
- 正室：王皇后（廃）
- 継室：武照（則天皇后/則天皇帝）
  - 五男：皇太子 李弘（義宗孝敬皇帝）
  - 三女：安定思公主 - 夭折
  - 六男：潞王 李賢（章懐太子）
  - 七男：中宗 李顕 - 第4代・第6代皇帝
  - 八男：睿宗 李旦 - 第5代・第8代皇帝
  - 四女：太平公主 - 薛紹夫人、のち武攸曁夫人
- 側室：蕭淑妃（中国語版）（廃）
  - 長女：義陽公主 李下玉 - 権毅夫人
  - 四男：許王 李素節
  - 次女：高安公主 - 王勖夫人
- 側室：徐婕妤 - 唐太宗賢妃徐恵の妹
- 側室：劉宮人
  - 長男：燕王 李忠
- 側室：鄭宮人
  - 次男：原王 李孝
- 側室：楊宮人 
  - 三男：沢王 李上金
- 愛人：韓国夫人 武順 - 武則天の姉
- 愛人：魏国夫人 賀蘭氏 - 武則天の姪、武順の娘

## 登場作品
映画
- 『ライズ・オブ・シードラゴン 謎の鉄の爪』（2013年） 演：盛鑑
- 『王朝の陰謀 闇の四天王と黄金のドラゴン』（2018年） 演：盛鑑

テレビドラマ
- 『則天武后』（1995年）演：陳宝国
- 『皇帝 李世民〜貞観の治〜（中国語版）』（2006年）演：胡文豹
- 『淵蓋蘇文（ヨンゲソムン）』（韓国、2007年）演：パク・ヒョンジェ
- 『武則天 秘史（中国語版）』（2011年）演：ユィ・シャオチュン、ウィンストン・チャオ
- 『則天武后〜美しき謀りの妃〜（中国語版）』（2011年）演：鄭国霖
- 『二人の王女』（2012年）演：ガオ・ツーチー
- 『武則天 -The Empress-』（2015年）演：アーリフ・リー
- 『風起花抄〜宮廷に咲く琉璃色の恋〜（中国語版）』（2021年）演：ジャオ・シュンラン

漫画
- 『レッドムーダン』